# Arctornis urapterides
Arctornis urapterides är en fjärilsart som beskrevs av Walker 1865. Arctornis urapterides ingår i släktet Arctornis och familjen tofsspinnare. Inga underarter finns listade i Catalogue of Life.